# Orthrosanthus monadelphus
Orthrosanthus monadelphus är en irisväxtart som beskrevs av Pierfelice Ravenna. Orthrosanthus monadelphus ingår i släktet Orthrosanthus och familjen irisväxter. Inga underarter finns listade i Catalogue of Life.

## Bildgalleri

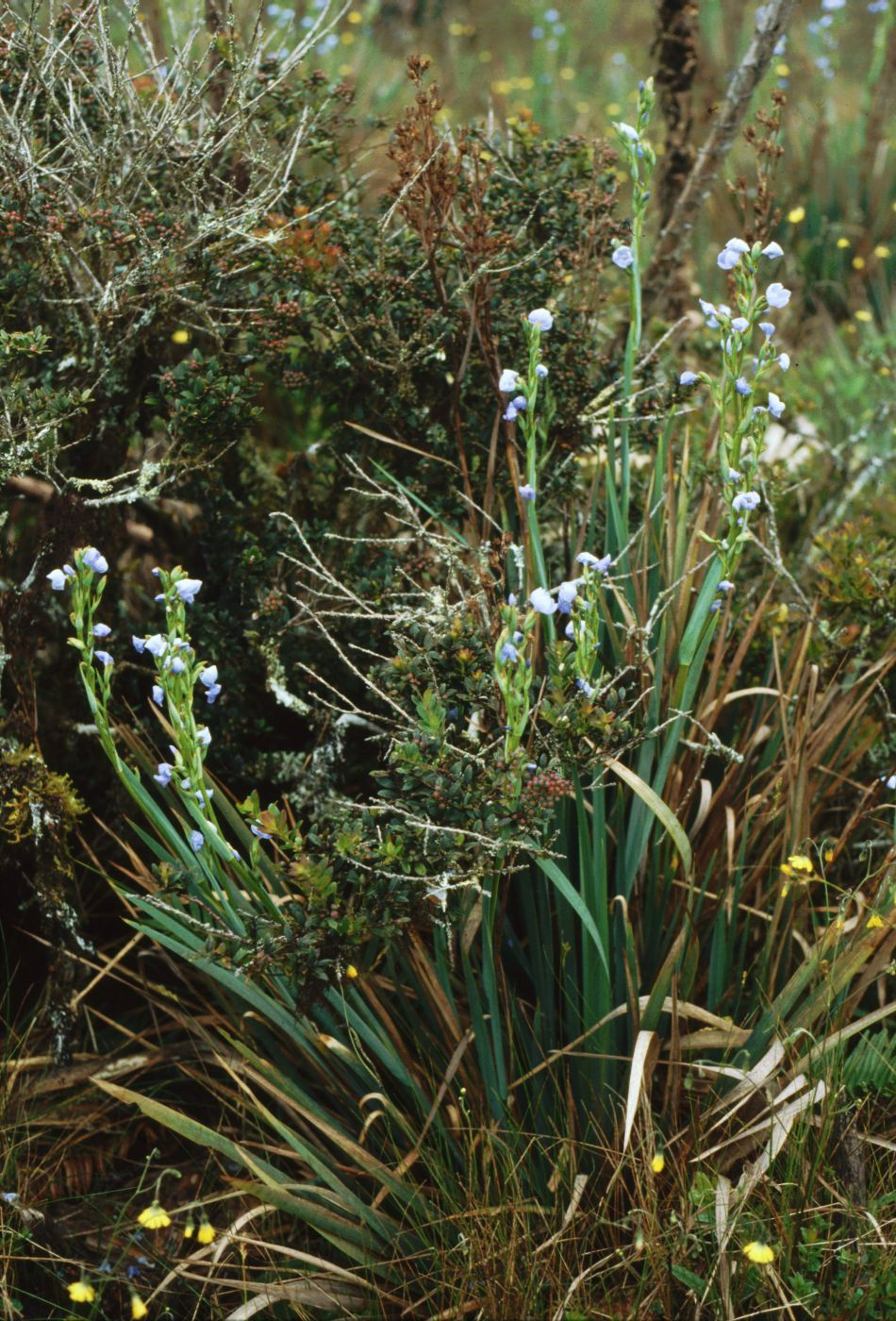
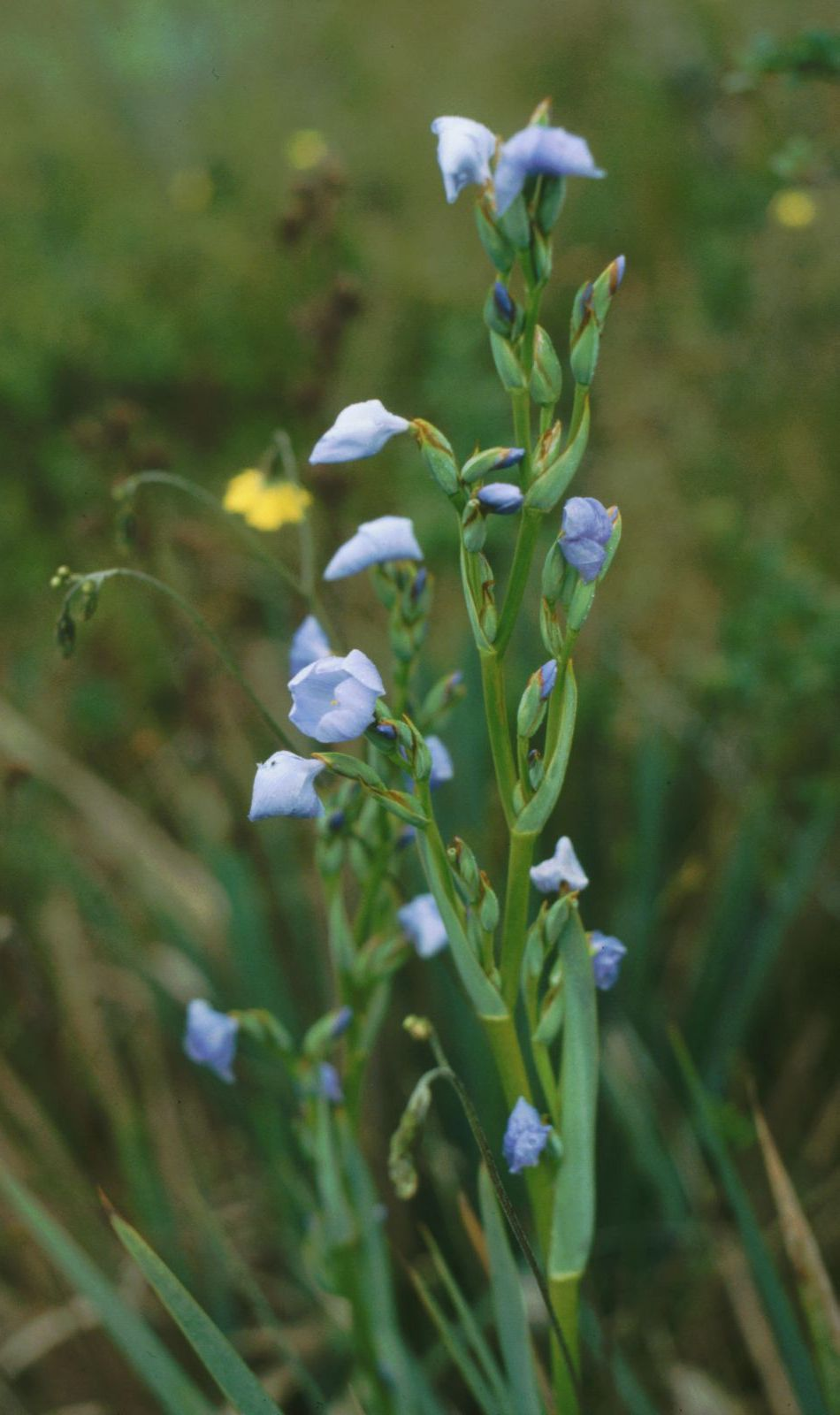